# Theseus, Held von Hellas
Theseus, Held von Hellas (Originaltitel: Teseo contro il Minotauro) ist ein italienischer mythologischer Abenteuerfilm, der unter der Regie von Silvio Amadio entstand. Die Titelrolle spielte der Zehnkämpfer Bob Mathias. Im deutschen Sprachraum wurde der Film erstmals am Vorweihnachtstag 1960 gezeigt.

## Handlung
Phaedra, die Tochter des kretischen Königs Minos, befiehlt ihrem Geliebten Chirone, ihre in einem Dorf lebende Zwillingsschwester Ariadne aufzuspüren und zu töten. Der Überfall auf das Dorf entgeht Theseus und Demetrius nicht, die Ariadne retten. Daraufhin befiehlt Chirone, die Familie des Demetrius, die in Kreta lebt, dem Minotaurus zu opfern. Die beiden Helden begeben sich nach Kreta; dort werden sie von Phaedra gefangen genommen, obwohl diese sich in Theseus verliebt hat.
Demetrius und seine Familie sterben, Theseus kann verletzt fliehen und stürzt ins Meer. Er wird von der Göttin Amphitrite gerettet und mit einem Schwert wieder zurückgesandt. Er erfährt, dass Chirones Leute Ariadne entführt und in die Grüfte von Phaedra gesetzt haben, woraufhin er dort eindringt, die Wachen besiegt und das Ungeheuer Minotaurus bezwingen kann. Phaedra flieht und wird von ihren eigenen Tieren angefallen, während das revoltierende Volk ihren Verbündeten Chirone tötet.

## Kritik
Das Monthly Film Bulletin bedauerte: „Ein potentiell interessanter Mythos, aus dem man wieder mal ein mechanisch ablaufendes italienisches Durchschnittsspektakel gemacht hat, […] mit unnatürlich verkrampften Liebesszenen und schlampigem Schnitt.“ Ähnlich das Lexikon des internationalen Films: „Billiger "Antikfilm" mit vermeintlich spektakulären Akzenten auf Grusel und Grausamkeit, mehr als frei nach der griechischen Theseus-Sage.“
Italienische Kritiker bemängelten vor allem die Besetzung des Hauptdarstellers, der „gar keinen Gesichtsausdruck hat und keinen Eindruck hinterlässt“.

## Bemerkungen
Der Film spielte in Italien 460 Millionen Lire ein.
Oftmals wird fälschlicherweise Mario Bonnard als Regisseur angegeben. Giorgio Capitani war Regisseur des 2. Stabes.

## Synchronisation
- Bob Mathias: Horst Niendorf
- Rik Battaglia: Herbert Stass
- Nico Pepe: Klaus W. Krause